# Guido II de Tonnerre
Guido II de Tonnerre (c. 945 Tonnerre, Yonne, Borgonha, França - 992) foi Conde de Tonnerre, que atualmente corresponde comuna francesa na região administrativa da Borgonha, no departamento Yonne.

## Relações familiares
Foi filho de Milon III de Tonnerre (c. 915 - 987) e de Ingeltrude de Brienne (c. 925 -?), filha de Engelberto I de Brienne (c. 900 - 969) e de Wandelmode Salins. De uma senhora cujo nome a história não registou foi pai de:
1. Milon IV de Tonnerre (c. 915 - Tonnerre, Yonne, Bourgogne, França, 998)  foi casado com Ermengarda de Woevre, filha de Reginaldo de Woevre[2]